# Anolis vanidicus
Espèce
Anolis vanidicus est une espèce de sauriens de la famille des Dactyloidae. 

## Répartition
Cette espèce est endémique de Cuba. Elle se rencontre dans la Sierra de Trinidad.

## Publication originale
- Garrido & Schwartz, 1972 : The Cuban Anolis spectrum complex (Sauria, Iguanidae). Proceedings of the Biological Society of Washington, vol. 85, p. 509-521 (texte intégral).